# Wangjeong-dong
Wangjeong-dong (koreanska: 왕정동) är en stadsdel i staden Namwon i provinsen Norra Jeolla i södra delen av Sydkorea, 240 km söder om huvudstaden Seoul.